# Parozodera chemsaki
Parozodera chemsaki là một loài bọ cánh cứng trong họ Cerambycidae.